# Державний архів Кіровоградської області
| Вебсайт | [http://dakiro.kr-admin.gov.ua/Державний архів Кіровоградської області |

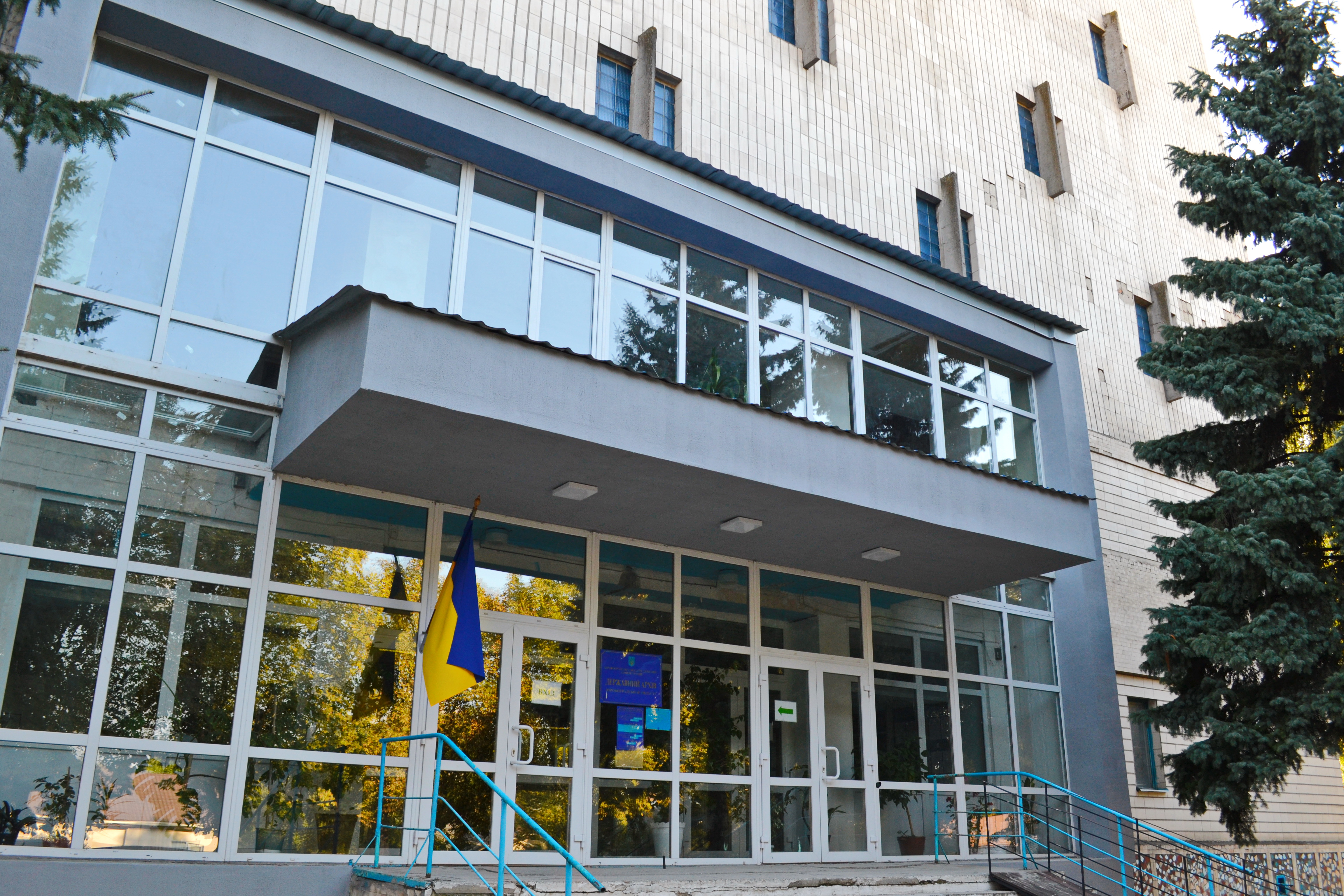
Вхід до адміністративної будівлі корпусу № 1 (м. Кропивницький, вул. Академіка Корольова, 3)

Держа́вний архі́в Кіровогра́дської о́бласті — є структурним підрозділом обласної державної адміністрації, що утворюється головою обласної державної адміністрації і підзвітний та підконтрольний голові обласної державної адміністрації і Державній архівній службі України.

## Історія
17 листопада 1925 року на засіданні Президії Зінов'євського окрвиконкому було прийнято рішення про організацію на базі архіву окрвиконкому Зінов'євського окружного архівного управління, яке в кінці 1930 року було ліквідоване. Замість нього було утворено Зінов'євське місцеве архівне управління. 10 листопада 1931 року Секретаріат ВУЦИК (протокол № 21/505 п. 2) ухвалив рішення про реорганізацію місцевих архівних управлінь в Державні історичні архіви, як наукові архівні установи. На початку 1932 року процес реорганізації було завершено і Зінов'євське місцеве архівне управління змінило назву на Зінов'євський державний історичний архів.
В зв'язку з перейменуванням в 1934 році м. Зінов'євська в м. Кірово — відбулися зміни і в назві архіву, Зінов'євський державний історичний архів став називатися — Кіровський державний історичний архів. З 1939 року, після утворення в січні 1939 року Кіровоградської області, Кіровський державний історичний архів став називатися — Кіровоградський обласний державний історичний архів. З 1941 року по 1958 рік архів мав назву Державний архів Кіровоградської області, з 1958 року по 1980 рік — Кіровоградський обласний державний архів, з 1980 року — Державний архів Кіровоградської області. У 1991 році до архіву разом з приміщенням і матеріально-технічною базою було передано документи фондів Партійного архіву Кіровоградського обкому КП України.

## Фонди
Обсяг фондів та документів на 1 січня 2020 року:
- з паперовою основою: фондів — 8327; справ — 1440501 (1918-2019);
- науково-технічна документація — 218 од. зб. (1946—1990);
- кінодокументи — 259 од. зб. (1944—1990);
- фотодокументи — 23986 од. зб. (1826—2015);
- фонодокументи — 397 од. зб. (1818—1997);
- відеодокументи — 470 од. зб.
- науково-довідкова бібліотека (1857—2000):
- книги і брошури — 15767 ;
- комплекти журналів — 663;
- підшивки газет — 7299;
- спеціальні видання (картки, листівки, плакати) — 4602.

## Структура архіву
Директор: Бабенко Олег Олександрович
заступник директора – начальник відділу документообігу, прийому громадян, юридичного забезпечення, режиму доступу до приміщень та території архіву: Молчанський Олександр Аркадійович. 
заступник директора – головний зберігач фондів, начальник відділу забезпечення збереженості, використання та обліку документів, довідкового апарату: Маренець Лілія Володимирівна.
заступник директора – начальник відділу формування Національного архівного фонду та діловодства, координації архівної справи в області:  Коваль Вікторія Іванівна.
Приймальня: Євтушенко Ганна  Григоріївна
Черговий І корпусу:
Черговий ІІ корпусу:
Відділи та сектори Державного архіву Кіровоградської області:
- Відділ документообігу, прийому громадян, юридичного забезпечення, режиму доступу до приміщень та території архіву.
- Сектор управління персоналом, запобігання і виявлення корупції
- Відділ фінансово-економічної роботи та матеріально-технічного забезпечення
- Відділ забезпечення збереженості, використання та обліку документів, довідкового апарату
- Відділ археографії, виставкової діяльності та роботи з користувачами читальних залів
- Сектор інформаційних технологій
- Відділ формування Національного архівного фонду та діловодства, координації архівної справи в області
- Сектор зберігання та роботи з документами.

При Держархіві області створено відділ комплектування та експертизи цінності документів архівних підрозділів (за рахунок платних послуг). 
Завідувач відділу – Чернявська Катерина Генадіївна

## Адреса
25030, м. Кропивницький, вул. Академіка Корольова, 3 (корп. № 1), вул. В. Чорновола, 1-г (корп. № 2).